# Deutzen
Deutzen är en ortsteil i Landkreis Leipzig i förbundslandet Sachsen i Tyskland. Deutzen var en kommun fram till den 1 juli 2014 när den uppgick i Neukieritzsch. Den tidigare kommunen hade 1 665 invånare 2014.